# Juan Pereda Asbún
Juan Pereda Asbún, né le 17 juin 1931 à La Paz et mort le 25 novembre 2012 à Santa Cruz de la Sierra des suites d'un cancer, est un homme d'État bolivien.

## Biographie
Juan Pereda obtient son diplôme de lieutenant de pilote au Collège de l'aviation militaire. Il poursuit ensuite des études de spécialisation dans les écoles normales de l'aéronautique d'Italie et d'Argentine. Il devient président de la Bolivie de facto en 1978.

## Carrière
Il est commandant du Collège de l'aviation militaire et commandant en chef de l'Armée de l'air. Il agit ensuite à titre de ministre de l'Industrie et du Commerce, puis de ministre de l'Intérieur au sein du gouvernement du président Hugo Banzer Suárez qui dirigea le coup d’État le 19 août 1971 avec l'aide du régime militaire brésilien et des États-Unis. La dictature instaurée interdisait les partis politiques (y compris ceux de ses alliés) avec l'appui des États-Unis en raison de son anticommunisme.

## Présidence de la République
Juan Pereda est candidat à la présidence de la République aux élections générales de 1978, soutenu par une coalition de l'Union populaire nationale (UNP), une alliance politique électorale de droite favorable à l'armée, constituée pour présenter des candidats aux élections de 1978. L'Union populaire nationale, fait annuler les élections lorsqu'une gigantesque fraude électorale est prouvée en sa faveur. Deux jours après l'annulation, Pereda organise un coup d'État contre le général Banzer qu'il renverse le 21 juillet 1978. Il occupe donc la présidence pendant un peu plus de trois mois, à l'âge de 47 ans. En novembre 1978, il est renversé par le général David Padilla. Dès lors, il se retire de la vie publique.

## Affaires judiciaires
En 2010, Juan Pereda Asbún, âgé de 79 ans, est contrôlé avec des substances interdites dans son véhicule, il est également accusé d'atteinte à la pudeur. L’homme est donc conduit à l'Unité des victimes spéciales (Unidad de Víctimas Especiales), mais après avoir procédé à l'enquête, la procureure Francisca Rivero renvoie l’affaire devant la Force spéciale de lutte contre le trafic de drogue (FELCN), faisant suite à la drogue trouvée en sa possession. La coordinatrice du bureau du procureur du département de Santa Cruz, déclare alors qu'il était un toxicomane.